# Skive Brandvæsen rykker ud
|  | Denne artikel er oprettet af botten Steenthbot ud fra en ekstern database. Den kan derfor have sproglige fejl eller mangler. Denne skabelon kan fjernes efter kontrol af indholdet. |

Skive Brandvæsen rykker ud er en dansk dokumentarisk optagelse fra 1926.

## Handling
Optagelser af mennesker og steder i Skive by. Skive Brandvæsen rykker ud - til fods - og oversprøjter rådhuset på Torvet.